# Tamás Ferenc (vegyészmérnök)
Tamás Ferenc, születési nevén Stein Ferenc (Budapest, 1928. május 11. – Budapest, 2014. szeptember 20.) magyar vegyészmérnök, egyetemi tanár, professzor emeritus. A kémiai tudományok kandidátusa (1968), a kémiai tudományok doktora (1978).
Kutatási terület a szilikátkémia, a cementkémia, az anyagtudomány és a heterogén fázisegyensúlyok.

## Életpályája
Tamás (Stein) Elemér (1890–1974) kereskedő és Korvin Ilona (1900–1978) fiaként született zsidó családban. A Somogy vármegyei Osztopánról származó édesapja 1935-ben magyarosította családnevét Steinről Tamásra. Az 1930-as évek végén kitértek a református vallásra. Gyermekkorában a Zichy Géza utca 8. szám alatt éltek. Az ország német megszállását követően az apjával üzleti kapcsolatban lévő Krautheim-Kárpáti házaspár azonnal felajánlotta segítségét, amit a család 1944 nyarán el is fogadott, amikor házukat csillagos házzá nyilvánították. Tamás Ferencet és húgát, Annát apjuk először a Vörösmarty utcai Skót Misszió gyermekotthonába vitte, ahol Nagybaczoni-Nagy Lajos lelkész segítette őket. 1944 novemberében a missziót valószínűleg nyilasok támadták meg, és a zsidókat a budapesti gettóba vitték. Tamásné és két gyermeke el tudtak szökni a menetből, és először a lelkész lakásán, majd a Krautheim-Kárpáti pár házában húzták meg magukat. Amikor a bombázások egyre gyakoribbá váltak, mindannyian a pincébe költöztek. A pincében egy ablak nélküli tárolóhelyiség szolgált számukra búvóhelyül. Itt rejtőzködtek egészen a felszabadulásig, 1945. január 3-ig.
1947–1951 között a Budapesti Műszaki és Gazdaságtudományi Egyetem hallgatója volt. 1951–1956 között a Veszprémi Vegyipari Egyetem tanársegéde volt. 1956–1957 között a Nehézvegyipari Kutató Intézet (NEVIKI) tudományos munkatársa volt. 1958–1968 között a Szilikátipari Központi Kutató és Tervező Intézet tudományos munkatársa, 1968–1973 között tudományos főmunkatársa volt. 1973-ban Szilikátipari Tudományos Egyesület örökös tagja lett. 1973-ban a Magyar Tudományos Akadémia Szilikátkémiai Munkabizottságának tagja lett. 1973–1975 között a Veszprémi Vegyipari Egyetem tudományos tanácsadója volt. 1976–1982 között egyetemi docens volt. 1978–1992 között a Veszprémi Akadémiai Bizottság Hulladékhasznosítási Munkabizottságának elnöke volt. 1982–1998 között a Veszprémi Vegyipari Egyetem illetve a Veszprémi Egyetem egyetemi tanára volt. 1985-től a Veszprémi Akadémiai Bizottság Műszaki Szakbizottságának tagja volt. 1993-ban Veszprémi Akadémiai Bizottság Kulturális Egyesületének tagja lett. 1994–1997 között a Magyar Tudományos Akadémia közgyűlési képviselője volt. 1999-től professzor emeritus volt.

### Tagságai
Az Építőanyag, a Cement and Concrete Research (USA), a Journal Materials in Civil Engineering (USA), az Inter Ceram (Németország) szerkesztőbizottsági tagja volt. A párizsi Matériaux et structures tudományos bizottság tagja volt. A Kerámiai Világakadémia tagja volt. A Magyar Tudományos Akadémia Anyagtudományi és Technológiai Komplex Bizottság, a Műszaki Kémiai Komplex Bizottság tagja volt. Az Ipar a Környezetért Alapítvány kuratóriumának elnöke volt.

## Családja
1956-ban házasságot kötött Dvihally Zsuzsával. Két gyermekük született: Rita (1960–) és Dániel (1963–).

## Művei
- A mullit szerkezete, képződése és jelentősége (társszerző; Budapest, 1960; 1961-ben angolul is)
- Kémiai vizsgálatok (társszerző; Budapest, 1963)
- Fizikai és technológiai vizsgálatok (társszerző; Budapest, 1964)
- Fázisdiagramok anaglif ábrázolása (társszerző; Budapest, 1964; 1970-ben angolul.)
- Szilikátipari laboratóriumi vizsgálatok (társszerző; Budapest, 1970)
- Vizes oldatok fázisegyensúlyai (társszerző; Budapest, 1976)
- Szilikátipari kézikönyv (főszerkesztő; Budapest, 1982)

## Díjai, elismerései
- Munka Érdemrend bronz fokozata (1968)
- Az MTESZ nívódíja (1986)
- MTESZ-díj (1988)
- Apáczai Csere János-díj (1998)
- Aranydiploma (2001)[7]
- Polinszky-díj (2010)